# Чёрный рынок (Пермь)
Чёрный рынок — крупный торговый центр, действовавший в городе Перми в XIX — начале XX века, также имевший название Хлебного рынка. В настоящее время часть территории бывшего рынка — это сквер Уральских добровольцев.

## История
Первоначально рынок сформировался в 1730—1740-х годах недалеко от устья Егошихи, в том месте, где ныне стоит здание вокзала Пермь I. Товары привозились сюда на судах и сухим путём. В 1745 году здесь был построен крытый деревянный гостиный двор. С ростом города рынок с берега Камы переместился на территорию, названную позднее Главной площадью. С 1823 года она начиналась от улицы Торговой (ныне Советская) и располагалась между улицами Сибирской и Обвинской (ныне 25-го Октября) до улицы Покровской (Ленина). К 1804 году на Главной площади ближе к улице Покровской на средства купцов был построен каменный гостиный двор. Значительный вклад в строительство внёс тогдашний городской голова И. Р. Жмаев — ему принадлежало 11 из 60 лавок гостиного двора.

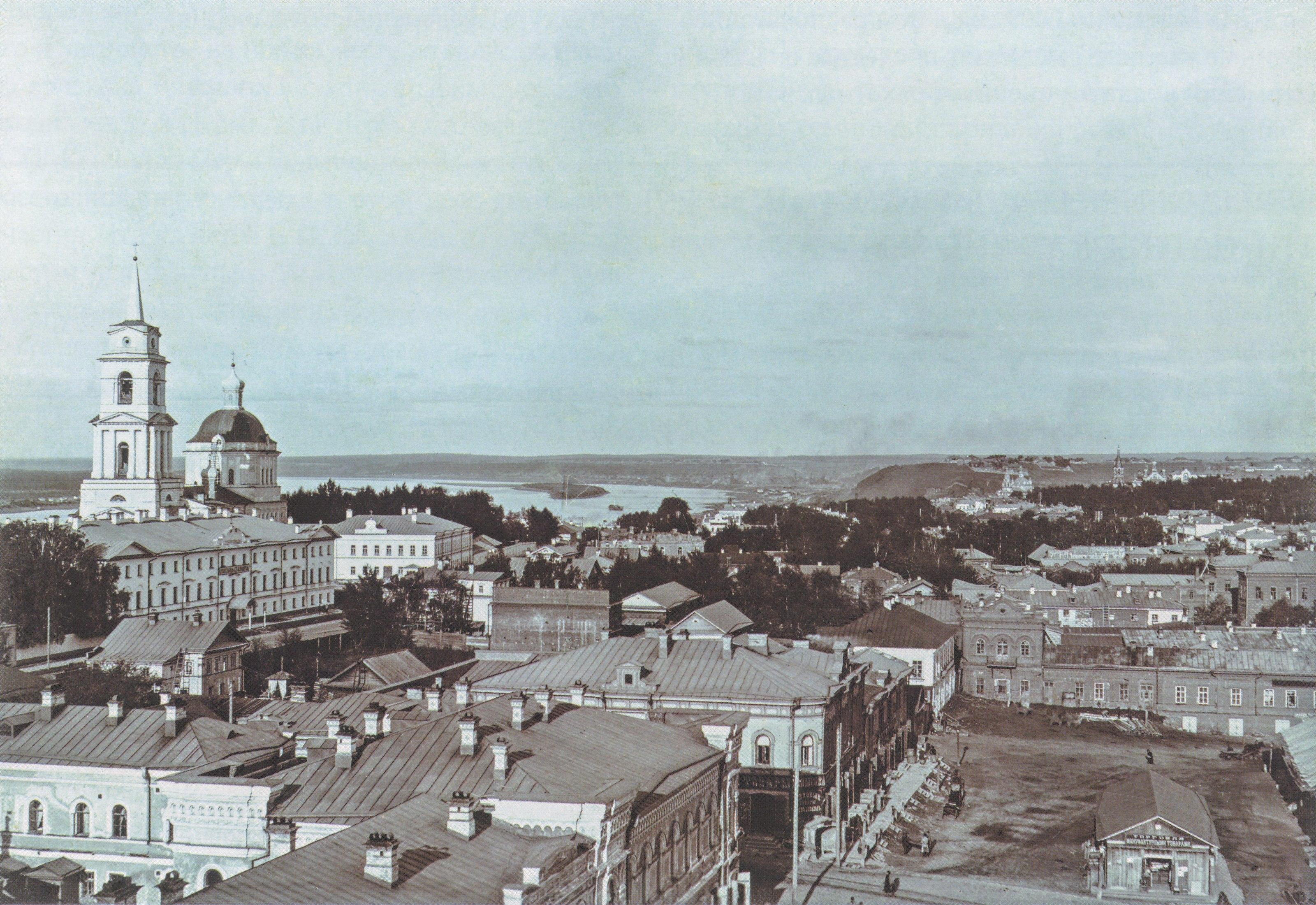
Панорама Перми, конец XIX века. Справа видна северная, возвышенная часть Торговой площади

В 1824 году ожидался приезд в Пермь императора Александра I — нужна была территория для военных учений и плац-парадов, и часть торговых рядов с Главной площади была переведена на свободное место на углу улиц Красноуфимской (ныне улица Куйбышева) и Петропавловской. Это место предполагалось как не подлежащая жилой застройке площадь уже в самом первом плане города Перми 1784 года. Площадь начала частично застраиваться купеческими домами (на возвышенных местах) и торговыми лавками ещё в конце XVIII века. Пермский историк и краевед А. А. Дмитриев пишет: «В 1798—1799 годах на толкучем или Чёрном рынке были построены ещё в два ряда четыре корпуса деревянных лавок, чем было положено начало Чёрному рынку». Место получило такое название из-за наличия на территории жирной чёрной грязи, от которой трудно было избавиться.
Новое место было сильно заболочено (там находились истоки рек Медведки и Пермянки), и попытки осушить его оказались неудачными. Поэтому купцы и горожане протестовали против переноса рынка и обратились с петицией к министру внутренних дел. В результате вмешательства министерства было принято решение благоустроить площадку. Для осушения территории в 1825 году было прорыто несколько просторных и глубоких канав с деревянной облицовкой и крышей. Уровень самой площади поднимали с помощью насыпи и бревенчатых гатей. Несмотря на все усилия (в 1836—1838 годах производилась дополнительная засыпка площади строительным мусором, щепой, речным песком), площадь оставалась грязной, потому что насыпи уходили в болото, а канавы без достаточного уклона засорялись илом. Городские деньги тратились напрасно, поэтому в 1845 году встал вопрос об обратном переносе рыночной торговли на Главную площадь. Большинство представителей городского общества высказались за оставление рынка на прежнем месте. Работы по осушению и поднятию уровня площади были продолжены и закончились в 1871 году.

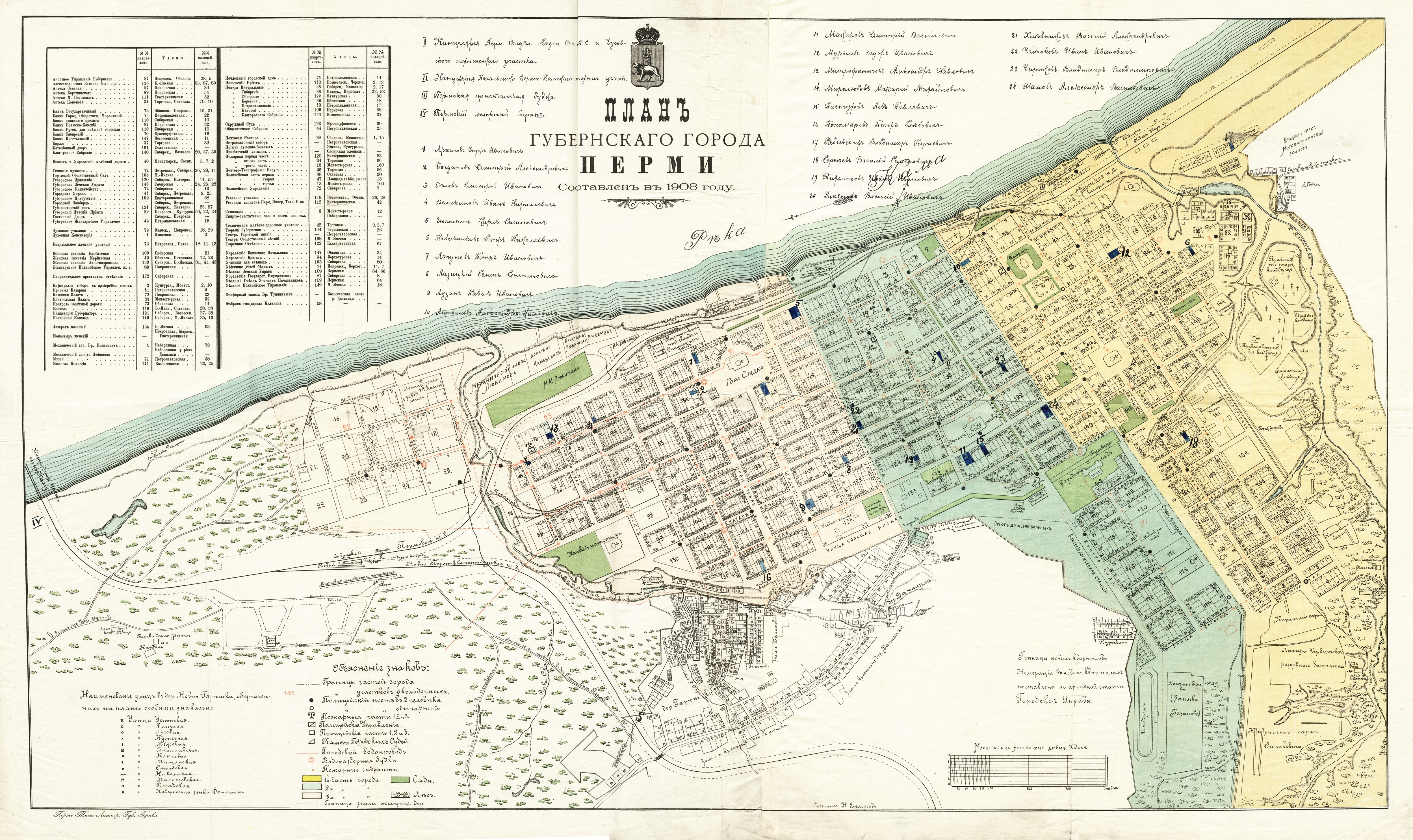
Хлебный рынок на плане Перми 1908 года (ледник — изогнутый прямоугольник в квартале 34)

На территории рынка располагались разнообразные торговые ряды: лоскутный, обжорный (торговля готовыми продуктами питания), посудный, скобяной, железный, соляной, крендельный, рыбный, телячий, птичий, мыльный, зеленной (торговля овощами). Чтобы сохранять в летнее время мясо, рыбу и другие скоропортящиеся продукты, в 1888 году в северо-западной части площади под горой был построен огромный ледник. Выложенная огнеупорным кирпичом стена ледника и расположенное за ней здание пожарной каланчи представляли собой единый архитектурный ансамбль. В ледник вели около 20 деревянных обитых снаружи железом дверей. Каждую весну его заполняли вырубленным на Каме льдом.

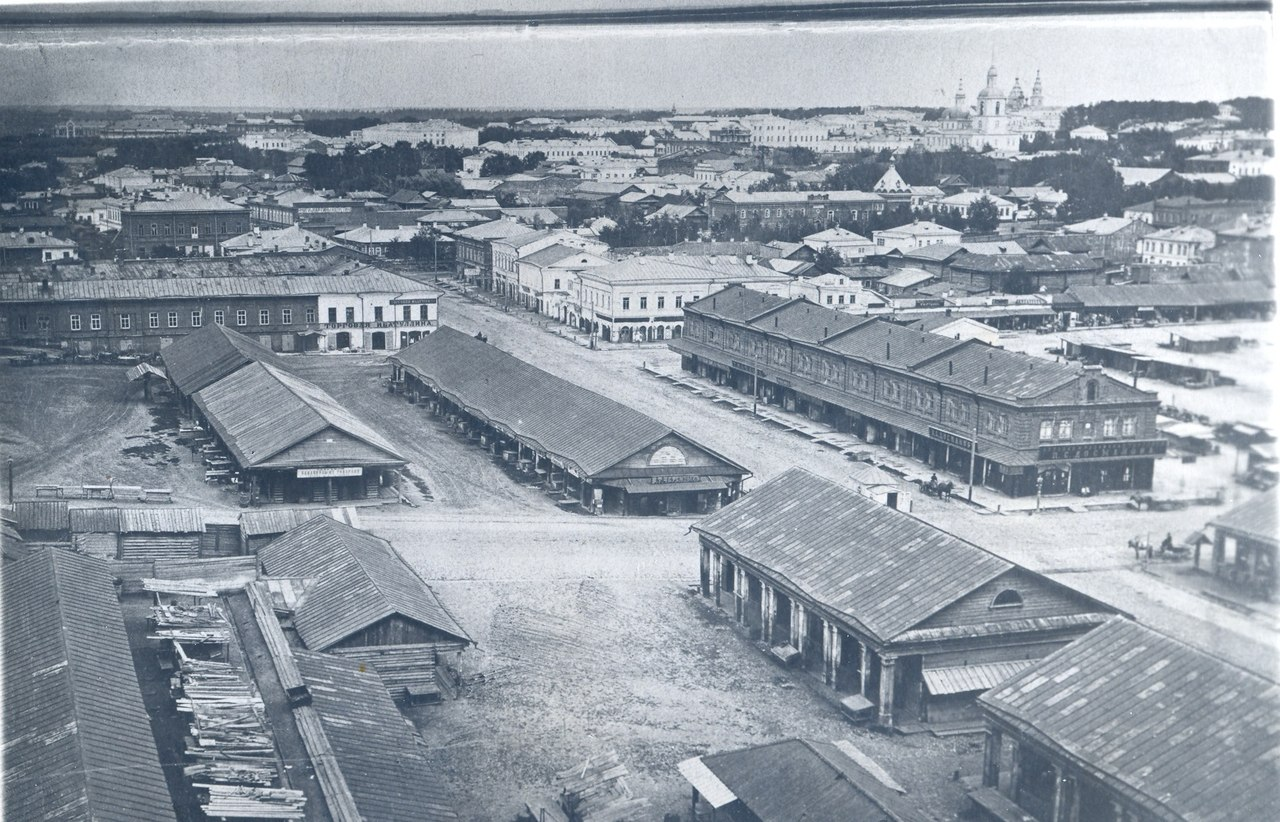
Чёрный рынок, 1890-е годы, до постройки торгового корпуса № 2

В 1890 году на площади был возведён первый каменный двухэтажный торговый корпус (пассаж) № 1 по проекту городского архитектора В. В. Попатенко на деньги купца В. Т. Югова. В 1899 году по тому же проекту был построен корпус № 2 на деньги наследников купца А. П. Эскина. Корпус № 3 был построен в 1912 году и в архитектурном отношении значительно отличался от ранее построенных корпусов. В каменных корпусах сосредоточилась мануфактурная, галантерейная, кожевенная, меховая, москательная торговля.

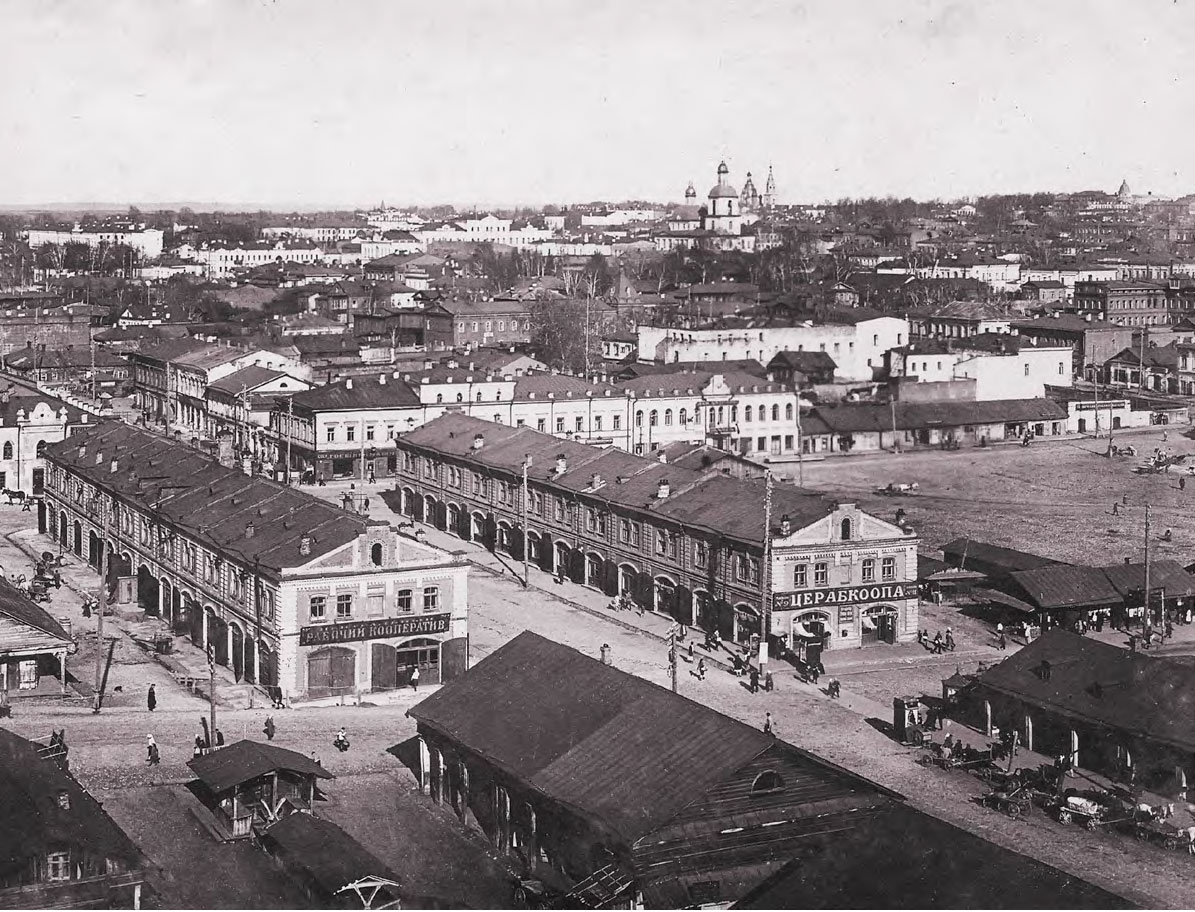
Чёрный рынок, 1920-е годы

В непосредственной близости от Чёрного рынка находились магазины и торговые дома знаменитых в Перми купцов, таких как С. М. Грибушин, Д. С. Ижболдин, Н. Е. Еремеев, В. Т. Югов, А. Г. Гаврилов. Из этих построек представляет интерес сохранившееся (по состоянию на 2017 год) здание Торгового дома Ижболдиных, являющееся памятником архитектуры и градостроительства местного (краевого) значения.
К 1929 году рынок прекратил свое существование, но на его территории до конца 1940-х годов проходили ярмарки. В 1988 году решением Пермского областного исполнительного комитета торговые пассажи рынка поставлены на государственный учёт как памятники архитектуры и градостроительства.

## Пожарная каланча

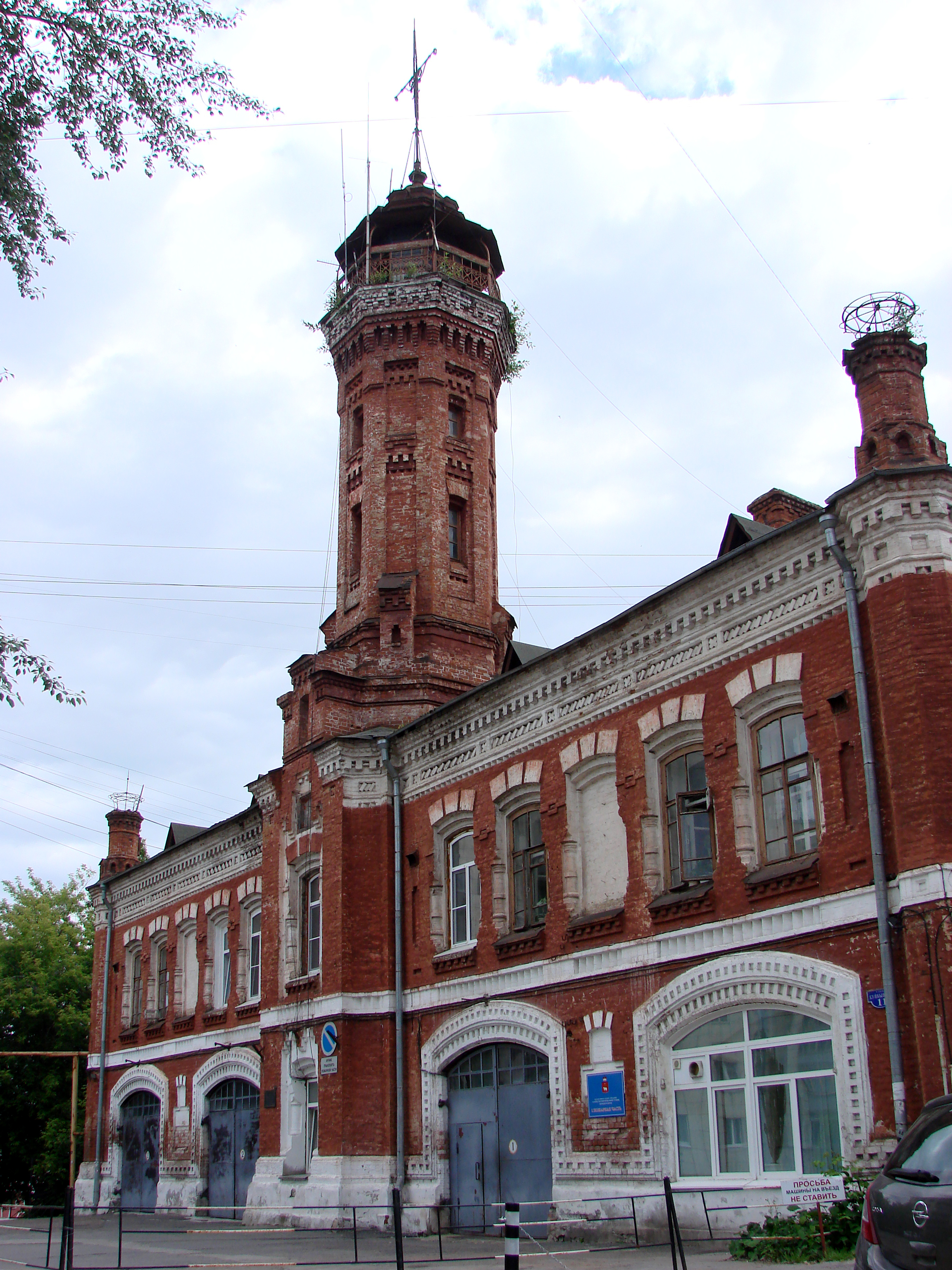
Пожарная каланча, 2014 год

В 1880 году созданное в Перми «Вольное пожарное общество» обратилось в Городскую думу с просьбой разрешить строительство второй пожарной части с каланчой, в дополнение к уже существующей на улице Екатерининской (в городе происходило много пожаров, один из крупных был в 1842 году). Место под пожарную часть на углу улиц Торговой и Красноуфимской (ныне улицы Советская и Куйбышева), в северо-западной части Торговой площади, дарит городу владелец этого участка и дома на нём — купец и промышленник А. П. Кропачев. Здание было возведено в 1883 году по проекту архитекторов В. В. Попатенко и Р. И. Карвовского (проектировал смотровую башню) и являлось типичным образцом пожарного депо XIX века. Справа от здания располагалась конюшня для предусмотренных для пожарной команды 29 пар лошадей. В 2014 году здание было признано памятником культурного наследия регионального значения.
Многие виды Перми в разное время делались фотографами с пожарной каланчи.
По данным на апрель 2017 года здание используется по назначению. Здесь располагается пожарная часть, оснащённая вспомогательной техникой, участвующая в тушении пожаров, а также в ликвидации последствий дорожно-транспортных происшествий. Кроме того в здании размещён Центр противопожарной пропаганды, на базе которого работает постоянно действующая пожарно-техническая выставка, посвящённая истории пожарной охраны Прикамья.

## Часовня во имя пророка Илии

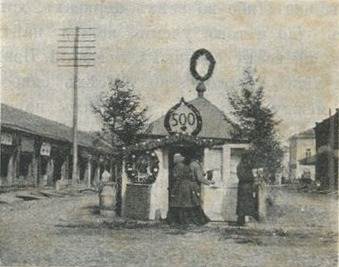
Ильинская часовня в 1896 г. во время торжеств по случаю 500-летия со дня кончины Стефана Пермского

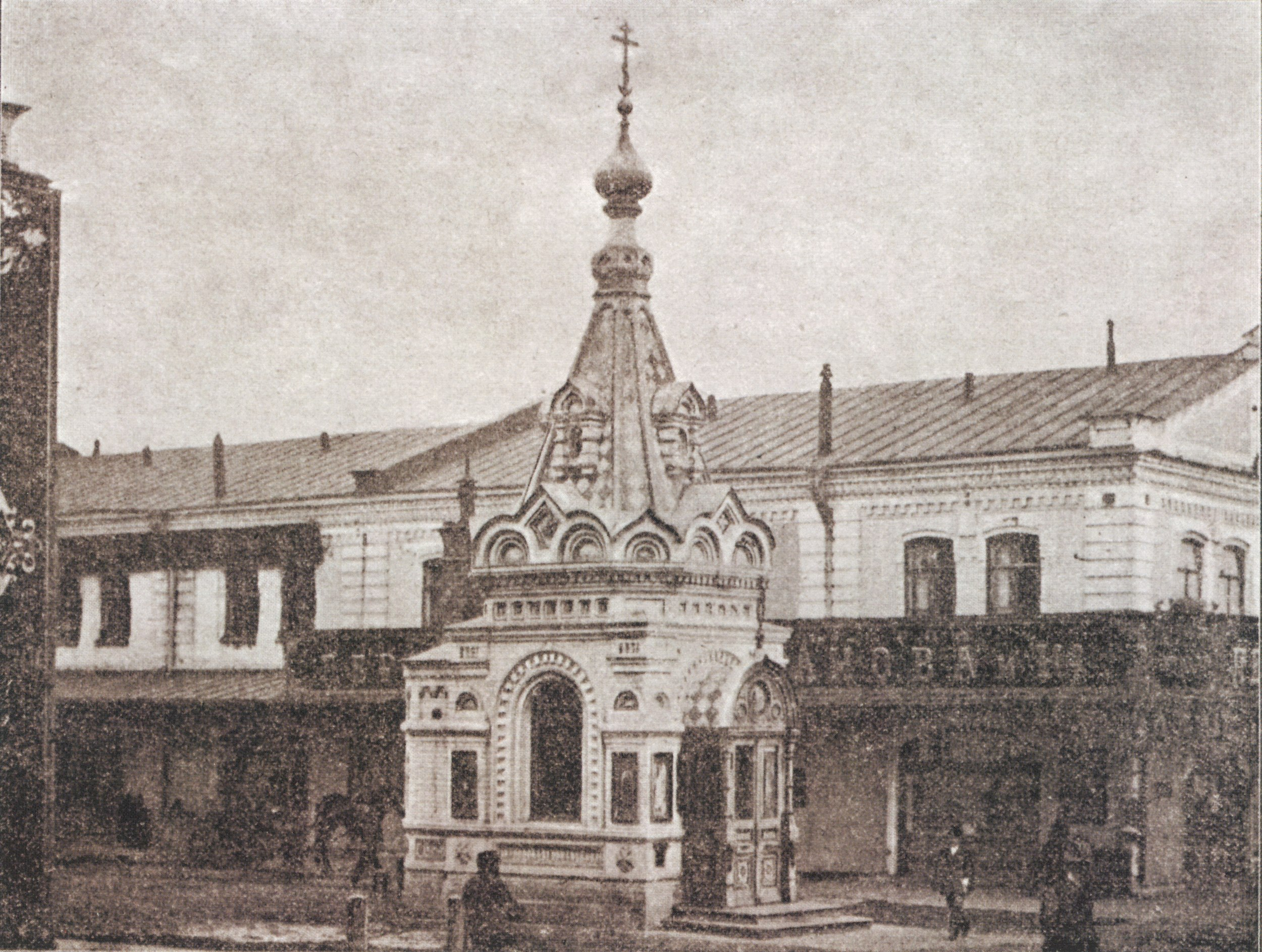
Ильинская часовня на Чёрном рынке (1900—1907 гг.)

С первой половины XIX века на площади Чёрного рынка в створе улицы Торговой (ныне Советская) стояла деревянная часовня во имя пророка Илии (Ильинская часовня). Со временем она обветшала и «поэтому городская дума поставила вопрос об её сносе, как опасной в пожарном отношении и загромождающей проезд по улице».
15 июня 1897 года на этом же месте была заложена каменная часовня во имя пророка Илии и святого Николая Чудотворца.
В 1923 году (по некоторым сведениям, в 1920 году) часовня была разрушена.

## Площадь после ликвидации рынка
После ликвидации рынка в 1929 году на его территории, получившей наименование площадь Окулова, проходили периодические ярмарки окружного и районного значения. В 1930—1940-х годах в бывших торговых корпусах разместились производственные предприятия с дополнительно построенными складскими и подсобными зданиями, что привело к сокращению прежней территории площади.
Вместе с тем площадь на некоторый период стала главной городской площадью, на которой проходили праздничные демонстрации, парады (трибуна располагалась между 1-м и 3-м торговыми корпусами вдоль улицы Куйбышева) и прочие городские мероприятия. С этой площади происходила отправка добровольцев и призывников на фронты Великой Отечественной войны. На этой площади бойцы Уральского добровольческого танкового корпуса приняли наказ жителей города и области бить фашистов и дали клятву победить врага. В 1945 году в день Победы здесь был дан салют. В 1950-х годах на площади Окулова был разбит сквер, который в 1977 году получил наименование сквер Уральских добровольцев.

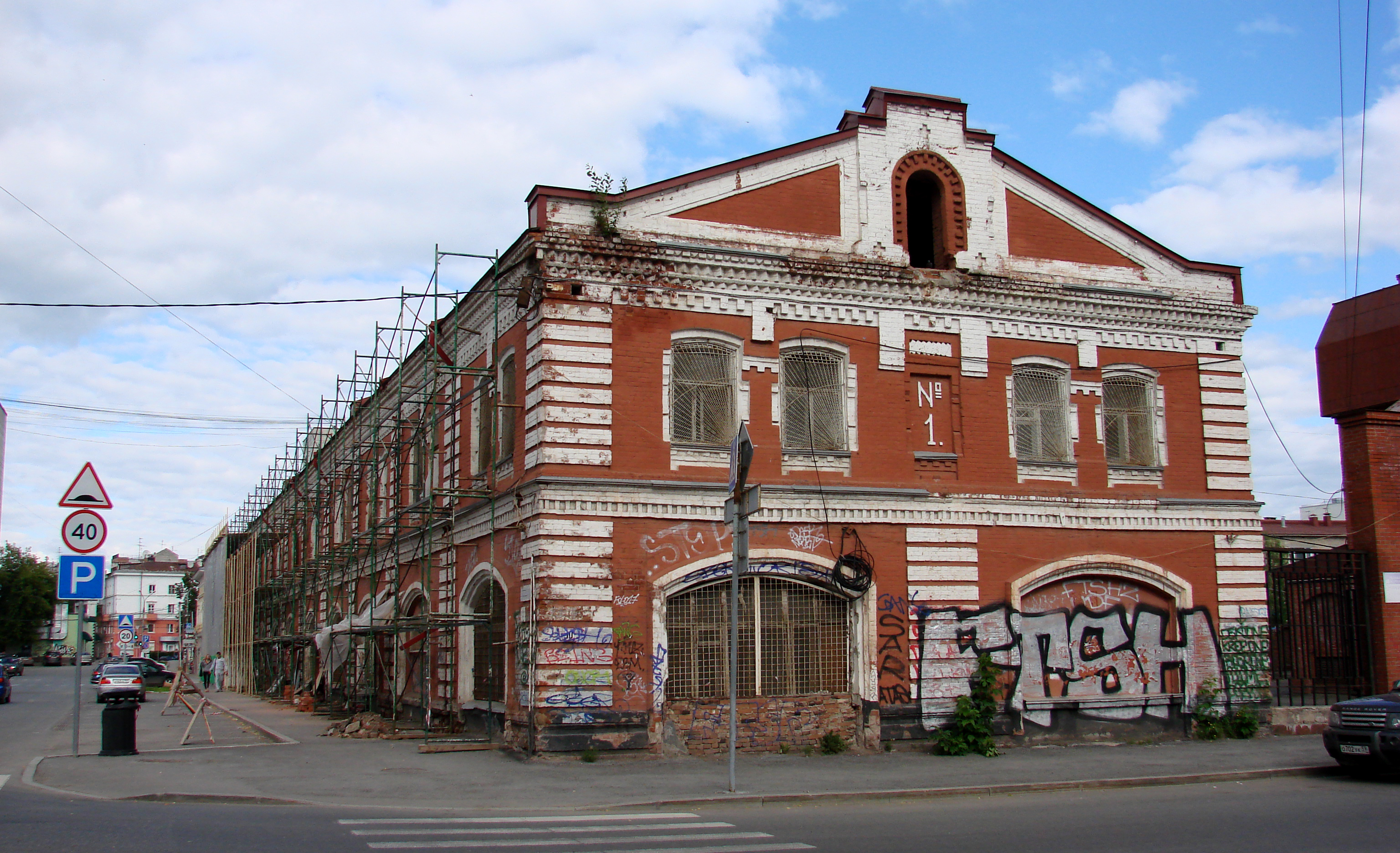
Реконструкция здания пассажа № 1 в 2014 году

В 2006 году (а также в 1994 и 2004 годах) пермские археологи проводили раскопки останков рынка, которые хорошо сохранились благодаря действию воды. Было найдено множество бытовых вещей, которыми торговали на рынке, в том числе предметов из кожи и дерева, датируемых первой половиной XIX и второй половиной XVIII века.
В 2015 году опубликована 3D-визуализация этой торговой площади группой энтузиастов во главе со старшим преподавателем ПГГПУ Андреем Маткиным, на основе исторических данных и многочисленных фотографий местности.